# Taga'erqi Xiang
Taga'erqi Xiang (kinesiska: 塔尕尔其乡, 塔尕尔其) är en socken i Kina. Den ligger i den autonoma regionen Xinjiang, i den nordvästra delen av landet, omkring 1 100 kilometer sydväst om regionhuvudstaden Ürümqi. Antalet invånare är 34 554. Befolkningen består av 16 859 kvinnor och 17 695 män. Barn under 15 år utgör 28,0 %, vuxna 15-64 år 68 %, och äldre över 65 år 3,0 %.
Genomsnittlig årsnederbörd är 129 millimeter. Den regnigaste månaden är maj, med i genomsnitt 20 mm nederbörd, och den torraste är oktober, med 2 mm nederbörd.